# 荒井喜三郎
荒井 喜三郎（あらい きざぶろう、生没年不詳）は明治時代の地本問屋。

## 来歴
明治時代に東京府南伝馬町2丁目2において地本問屋を営業している。楊洲周延、豊原国周、歌川国利の錦絵を出版している。

## 作品
- 楊洲周延 「鹿児島戦争記」 大判3枚続 明治10年
- 豊原国周 「綴合於伝仮名書」 大判3枚続 明治12年
- 豊原国周 「与話情浮名横櫛」
- 歌川国利 「東京名所図絵之内 海運橋第一国立銀行」 大判3枚続 明治14年
- 楊洲周延 「奠都三十年祭 鳳凰輦御臨幸之図」 大判3枚続 明治31年